# La Baie-des-Chaleurs
La Baie-des-Chaleurs est l'une des cinq régions de la péninsule gaspésienne dans l'Est du Québec au Canada. En fait, il s'agit de la région la plus au sud de la péninsule. Son territoire fait partie des municipalités régionales de comté d'Avignon et de Bonaventure dans la région administrative de la Gaspésie–Îles-de-la-Madeleine. Elle borde, au sud, la baie des Chaleurs qui comprend la deuxième plus longue bande naturelle de sable au monde et qui fait partie du Club des plus belles baies du monde. La région s'étend sur un peu plus de 100 km entre la rivière Ristigouche à l'ouest et Shigawake à l'est. Au nord, elle est bordée par les Appalaches.

## Géographie

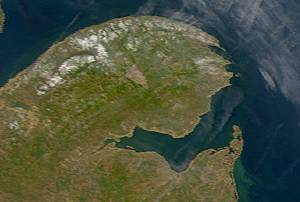
Image satellite de la baie des Chaleurs

La région de La Baie-des-Chaleurs s'étend sur un peu plus de 100 km entre la rivière Ristigouche à l'ouest, les Appalaches au nord, Shigawake à l'est et la baie des Chaleurs au sud. Son territoire est divisé entre les municipalités régionales de comté d'Avignon et de Bonaventure dans la région administrative de la Gaspésie–Îles-de-la-Madeleine.
La baie des Chaleurs est un bras du golfe du Saint-Laurent qui sépare la péninsule gaspésienne au nord du Nouveau-Brunswick au sud.

## Climat
La Baie-des-Chaleurs est la région la plus chaude de la Gaspésie. À certains endroits, tels qu'au pied des falaises de Miguasha, en été, la température peut atteindre 40 ⁰C.

## Tourisme

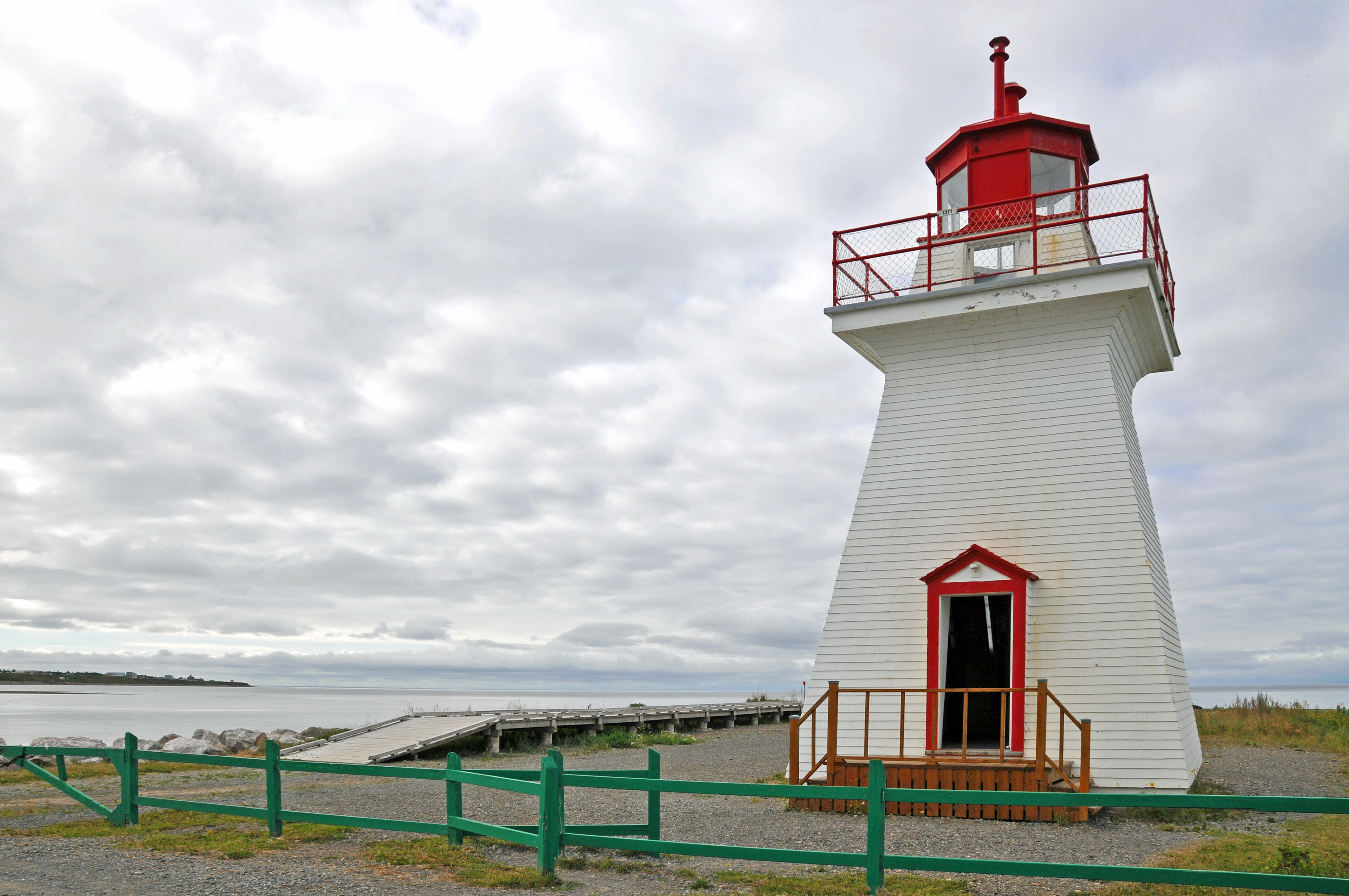
Le phare de la Pointe Bonaventure

La baie des Chaleurs comprend la deuxième plus longue bande de sable naturelle au monde. De plus, il s'agit de l'une des deux baies au Canada qui font partie du Club des plus belles baies du monde, aux côtés de la baie de Tadoussac.
La région de La Baie-des-Chaleurs comprend trois phares : le phare de la Pointe Bonaventure construit en 1907, le phare de la Pointe Duthie construit en 1903 et le phare de la Baie des Chaleurs construit en 1872.